# Eravamo canzoni
Eravamo canzoni (Fuimos canciones) è un film del 2021 diretto da Juana Macías e tratto dall'omonimo romanzo di Elísabet Benavent.

## Trama
Maca è una ragazza di 30 anni con un grande talento e che sta sprecando la sua vita facendo da assistente ad una influencer. Quando le sue due amiche, Jimena e Adriana, cominciano a rendere tutto possibile a Madrid e a fare andare bene le cose, il ritorno di Leo, il suo grande amore e il suo più grande errore, torna nella sua vita complicandogliela nuovamente.

## Distribuzione
Il film è stato distribuito sulla piattaforma Netflix a partire dal 29 settembre 2021.